# Estación de Aarburg-Oftringen
La estación de Aarburg-Oftringen es una estación ferroviaria de la comuna suiza de Aarburg, en el Cantón de Argovia.

## Historia y situación
La estación de Aarburg-Oftringen fue inaugurada en el año 1856 con la puesta en servicio de la línea Olten - Lucerna por el Schweizerischen Centralbahn (SCB). En 1857 se inauguró el tramo Herzogenbuchsee - Olten de la línea Berna - Olten. En 1902 la compañía pasaría a ser absorbida por SBB-CFF-FFS.
Se encuentra ubicada en el este del núcleo urbano de Aarburg, aunque también da servicio a Oftringen, situado al sureste de la estación. Cuenta con dos andenes, uno central y otro lateral a los que acceden tres vías pasantes, a las que hay que sumar una cuarta vía pasante y un par de vías toperas. En el sur de la estación se encuentra la bifurcación de las líneas hacia Berna y Lucerna.
En términos ferroviarios, la estación se sitúa en la línea Olten - Lucerna y en la línea Berna - Olten. Sus dependencias ferroviarias colaterales son la estación de Olten, extremo de ambas líneas, la estación de Zofingen en dirección Lucerna y la estación de Rothrist hacia Berna.

## Servicios ferroviarios
Los servicios ferroviarios de esta estación están prestados por SBB-CFF-FFS.

### Regional
- RE Olten - Zofingen - Nebikon - Sursee - Sempach-Neuenkirch - Lucerna. Trenes cada hora en ambos sentidos.

### S-Bahn Argovia
En la estación efectúan parada trenes de dos líneas de la red S-Bahn Argovia:
- S 23 Langenthal – Olten – Aarau – Lenzburg – Brugg – Baden
- S 29 (Langenthal – Olten –) Aarau – Wildegg – Brugg – Turgi.

### S-Bahn Lucerna
Por la estación pasa una línea de la red de trenes de cercanías S-Bahn Lucerna.
- S 8 Sursee - Zofingen - Olten